# Ellen van Dijk
Ellen van Dijk (Eleonora Maria van Dijk; Harmelen, 1987. május 11. –) holland profi országúti- és pálya-kerékpárversenyző, négyszeres világbajnok.